# فقط تو (فیلم ۱۹۹۲)
فقط تو (به انگلیسی: Only You) فیلمی محصول سال ۱۹۹۲ و به کارگردانی بتی توماس است. در این فیلم بازیگرانی همچون اندرو مک‌کارتی، هلن هانت و کلی پرستون ایفای نقش کرده‌اند.